# Marshall Berman
Marshall Howard Berman (El Bronx, Estados Unidos, 24 de noviembre de 1940, Manhattan, 11 de agosto de 2013) conocido como Marshall Berman, fue un filósofo, sociólogo y escritor marxista estadounidense de origen judío.

## Obra
Escribió una serie de libros influyentes en la sociología de la cultura tales como "La política de la autenticidad", "Aventuras en el marxismo" pero fue con "Todo lo sólido se desvanece en el aire", considerado uno de los libros más influyentes del siglo XX, que logró reconocimiento internacional. Inspirado en las tesis de Karl Marx, fue creando desde esa base sus ideas sobre modernismo y modernidad donde se entiende la cultura contemporánea como un mito permanentemente recreado, tomando así el enlace temático sugerido por la Escuela crítica acerca de entender la modernidad como irracionalidad contenida en racionalidad y "mito ilustrado". Sin embargo, gran parte de sus impulsos creativos y trabajo intelectual tiene una formación liberal. Eso se ha profundizado desde los años 90, en un marcado seguimiento por el arte visual contemporáneo y su afición reconocida por Nueva York, su ciudad natal, la cual ha estudiado urbanística y culturalmente de manera magistral a lo largo de su vida.

## Modernidad y subdesarrollo
Como muchos pensadores estadounidenses, al estudiar profundamente su país se han encontrado con que los enlaces culturales lo van acercando al sur inconscientemente, tal como sucede de manera análoga con el trabajo intelectual de Harold Bloom a través de su idea de canon. La modernización incompleta latinoamericana, compleja trama híbrida, se encuentra en las mismas manifestaciones culturales estadounidenses que operan como "pasaporte fantasma" a espaldas de Europa; su comprensión sólo puede ser entendida en clave de tragedia.

Ser modernos es encontrarnos en un entorno que nos propone aventuras, poder, alegría, crecimiento, transformación de nosotros y del mundo y que, al mismo tiempo, amenaza con destruir todo lo que tenemos, todo lo que sabemos y todo lo que somos...